# Daniel Palacios Martínez
Daniel Ignacio Palacios Martínez (Cértegui, 30 de octubre de 1928-Bogotá, 23 de diciembre de 2016) fue un político y jurista colombiano, quien fue, entre otros cargos, Gobernador de Chocó.

## Biografía
Nació en Cértegui, cuando este aún pertenecía al municipio de Tadó, en el oriente del Departamento de Chocó, en octubre de 1928.Realizó sus estudios primarios y secundarios entre Bogotá y Quibdó.
Estudió una licenciatura en Ciencias de la Educación, Filología e Idiomas de la Universidad Pedagógica de Colombia en Tunja, de donde se graduó en 1953. Así mismo, poseía un doctorado en Derecho y Ciencias Políticas de la Universidad La Gran Colombia de Bogotá (1961). También poseía diplomados en Educación del Centro Nacional de Estudios Judiciales (Actual Escuela Nacional de la Magistratura) de París (Francia) y de la Academia Americana de Derecho Internacional de la Universidad Metodista del Sur (Estados Unidos).
Afiliado al Partido Liberal, comenzó su carrera como concejal en los municipios de Tadó, Istmina, Bajo Baudó (Pizarro) y Quibdó. Más adelante se desempeñó como Secretario de Educación de Chocó en 1960, Gobernador Encargado de Chocó en 1961, Jefe de Alcaldías Menores e Inspecciones de Policía del Distrito Especial de Bogotá en 1963 y Secretario Encargado de Gobierno de Bogotá en 1964.
De allí pasó al Congreso Nacional, donde fue Senador (1966-1970; 1974-1978; 1990) y Representante a la Cámara por Chocó (1970-1974; 1982-1986; 1986-1990); estos puestos los alternó con un escaño en la Asamblea Departamental de Chocó, que llegó a presidir en 1980. A finales de 1990 fue designado Gobernador de Chocó por César Gaviria Trujillo, siendo el último gobernador de Chocó nombrado por decreto. Miembro de un importante clan político, tras la muerte del cacique liberal Diego Luis Córdoba, se disputó el control político de Chocó con Antonio Maya Copete.
En el sector privado fue Profesor de la Universidad Externado de Colombia (1955 y 1968), de la Universidad Católica de Colombia y de la Universidad La Gran Colombia, así como Miembro Numerario de la Academia Colombiana de Educación desde 1974 y Miembro de Número de la Sociedad Geográfica de Colombia. Tras su retiro de política trabajó como abogado litigante.